# Bhonsle
I Bhonsle - o "Bhosle" o "Bhosale" sono un importante clan maratha appartenente alla casta  (Kṣatriya), numerosi suoi appartenenti sono stati governanti in numerosi Stati dell'India. Tra costoro va ricordato innanzi tutti il Chhatrapati Shivaji, fondatore dell'Impero Maratha, spesso (ma non sempre) strenuo antagonista politico e militare del musulmano Impero Mughal in India. 
I suoi successori governarono come Chhatrapati (spesso definiti maharaja) dalla loro capitale Satara, malgrado il governo di fatto passasse abbastanza presto - all'epoca di Shahu I - nelle mani dell'ufficio pubblico, presto ereditario, del Peshwa, il Primo ministro maratha, coadiuvato da un insieme di suoi ministri. 
Oltre al supremo ruolo di Chhatrapati, i Bhosale di Satara governarono Thanjavur (Kolhapur, tramite una loro branca secondaria, e nel XVIII secolo, a Nagpur, nell'attuale Maharashtra, in veste di Maharaja.
Dopo la vittoria britannica sui Maratha nella Terza guerra anglo-maratha del 1818, le quattro dinastie Bhonsle seguitarono nella loro azione di governo dei loro Stati principeschi, riconoscendo la sovranità britannica e mantenendo la loro autonomia locale. Gli Stati di Satara, Thanjavur e Nagpur furono direttamente governati dal Raj britannico, da metà del XIX secolo, quando i loro sovrani morirono senza lasciare eredi maschi, malgrado i Britannici ammettesweero la trasmissione del titolo tramite l'adozione.
Lo Stato di Kolhapur restò autonomo fino all'indipendenza dell'India nel 1947, quando vari sovrani entrarono a far parte del governo federale indiano.
Lo Stato di Akkalkot, di Stato di Sawantwadi e di Barshi furono tra gli Stati di rilievo governati dai Bhosale.